# Лесура
Лѐсура е село в Северозападна България. То се намира в община Криводол, област Враца.

## География
Село Лесура се намира на 35 км северно от гр. Враца, по пътя за Чирен, Девене, Три Кладенци, Лесура. Село Лесура граничи със селата Три Кладенци, Галатин, Градешница, Фурени с. Баурене.

## Климат
Климатът е умереноконтинентален. Зимата е мека, със средна януарска температура около 0°C, лятото е топло, често горещо със средна юлска температура 22,5°C. Средните годишни валежи са около 700 mm. Дните със снежна покривка са около 40-50. Преобладават северни и североизточни ветрове. През лятото често падат градушки, придружени от поройни дъждове, гръмотевични бури и силни пориви на вятъра.

## История
Халколитно укрепено селище „Голата могила“ се намира на 3.33 km западно по права линия от центъра на село Лесура. На площ от около 4 дка на естествено укрепено място, скалист конусообразен хълм, заобиколен от север,запад и юг от река Галатинска бара, се намират останки от края на халколита. Крепостта е имала приблизително правоъгълен план. Входът е от изток. Антична крепост „Градище“/”Калето” се намира на 0.79 km югоизточно по права линия от центъра на село Лесура. Крепостта се простира на площ около 3 дка. От запад, север и юг е оградена със стръмни скални скатове, а от изток със землен вал. Вероятно крепостта е завладяна по време на османското нашествие в региона. Тази крепост е била част от Видинското царство което е завладяно през 1396 година, но по нови изследвания през 1422 година, когато умира сина на Иван Срацимир, Константин II Асен в Белград на 53 годишна възраст. Крепостта е в близост до крепостта при село Чирен крепост Градище, която е от римско време, тя запада след като се образува крепост при прохода Вратцата.

## Население
Преброяване на населението през 2011 г.
Численост и дял на етническите групи според преброяването на населението през 2011 г.:
|                     | Численост | Дял (в %) |
| Общо                | 820       | 100,00    |
| Българи             | 638       | 77,80     |
| Турци               | 0         | 0,00      |
| Цигани              | 173       | 21,09     |
| Други               | 0         | 0,00      |
| Не се самоопределят | 0         | 0,00      |
| Неотговорили        | 5         | 0,60      |

## Културни и природни забележителности
- Калето.
- Пуров чукар.
- Манастира, язовир Гайтан.
- Ръсовец, Чълкова дрънка, Врълото, Зли дол, Ливагето
- Голата могила.

## Обществени институции
В селото има читалище с действащ любителски певчески хор, детска градина, голямо училище то носи името на националния герой Васил Левски, стадион и бензиностанция.

## Редовни събития
- Селски събор – последната събота и неделя на месец октомври.
- Селски пазар – всеки вторник

## Други
През 80-те години футболния отбор с име „Червено знаме“ воден от легендата на ФК „Ботев“ Враца Николай Пенков с помощник-треньор Кирко Кирков достига до 2-ро място в А окръжна футболна група. Поради липса на парични средства отбора се отказва от участие в първенството на Северозападната В група. 